# Platja des Rajolí
Platja des Rajolí ist ein kleiner Sandstrand an der Ostküste der spanischen Baleareninsel Mallorca. Er befindet sich im Nordosten der Gemeinde Son Servera an der Badia de Son Servera („Bucht von Son Servera“), am Südrand des Ortes Costa des Pins.

## Lage und Beschreibung

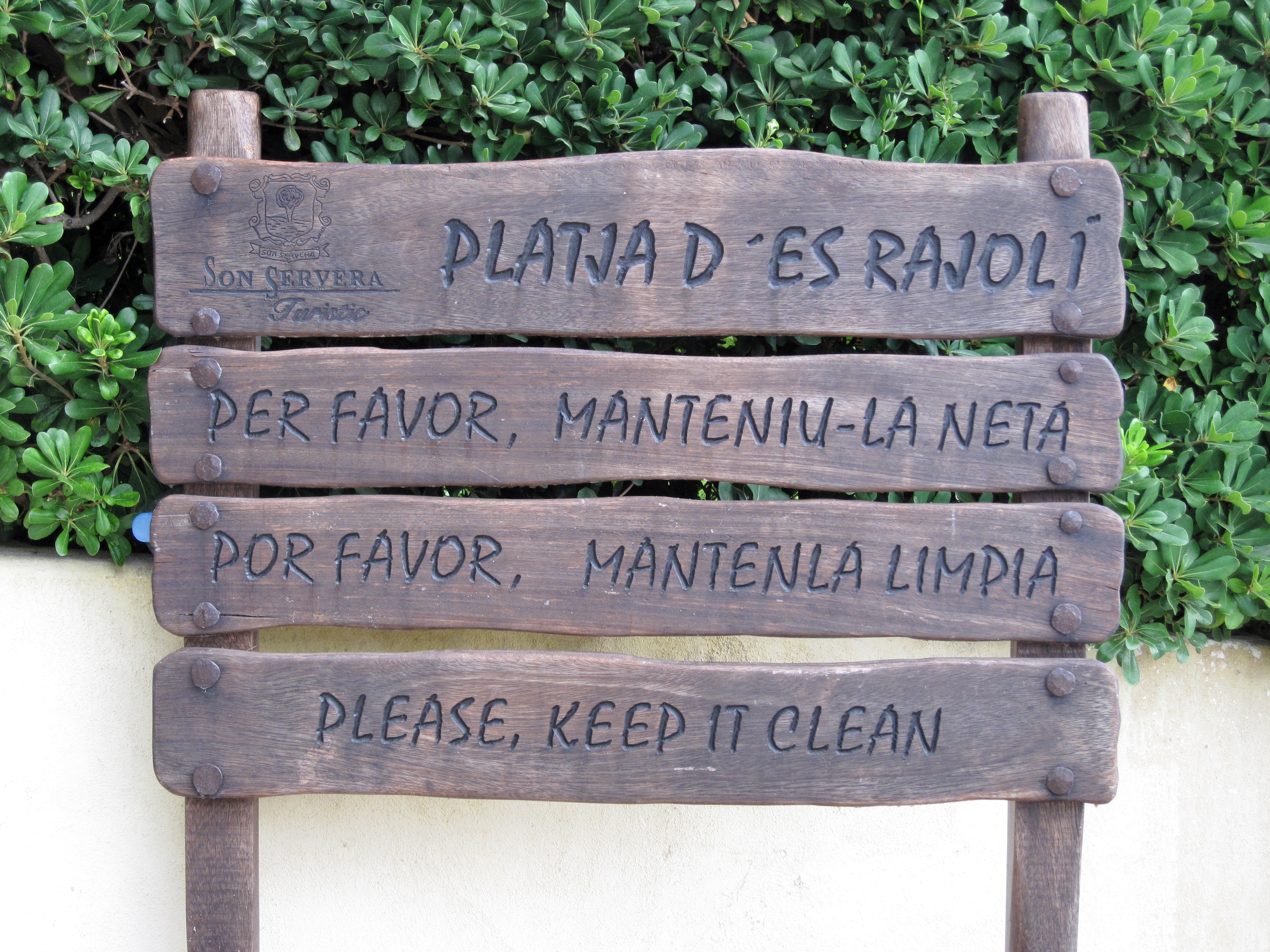
Hinweisschild zum Strand

Der Strand von Es Rajolí liegt innerhalb der Villensiedlung Costa des Pins, die sich südlich der Serra de Son Jordi unterhalb des 276 Meter hohen Puig Negre de sa Torre entlang der Nordseite der Badia de Son Servera entlangzieht. Der etwa 280 Einwohner zählende Ort ist 4,5 Kilometer vom Hauptort Son Servera und 3 Kilometer vom touristisch geprägten Cala Bona entfernt. Costa des Pins ist nur auf einer Zufahrtsstraße erreichbar, die im Osten des Ortes an der Küste endet.
Der sehr schmale Sandstrand von Es Rajolí ist nur ungefähr 50 Meter lang. Er wird hauptsächlich durch die Anwohner des Ortes besucht. Bei starkem Wellengang ist der Strand nicht nutzbar. Auch Ablagerungen von Seegras beeinträchtigen zeitweise die Aufenthaltsmöglichkeiten. Die Sandfläche unterhalb der umzäunten Grundstücke wird von Felsen flankiert, die einen Zugang entlang des Ufers vom westlich gelegenen Platja des Ribell und dem kleinen Kap Punta Rotja im Osten verhindern. An den Hängen der Felsküste halten sich einzelne Kiefern, die oberhalb des Strandes dichter stehen und dem Küstenabschnitt wie dem Ort ihren Namen gaben.

## Zugang
Von Cala Bona führt die Straße Camí Cala Bona über die Avinguda des Pinar in den Ort Costa des Pins bis zu dessen Ende am Cap des Pinar. Von der Avinguda des Pinar geht rechtsseitig die Carrer de sa Font ab. Kurz hinter dem Abzweig steht am rechten Straßenrand das Hinweisschild zum Strand von Es Rajolí, der von dort über eine zum Meer hinunter führende Treppe zu erreichen ist.